# Petr Stejskal (nohejbalista)
Petr Stejskal (* 1979) je český nohejbalový hráč a ikona klubu SK Šacung Benešov 1947. V zápasech obvykle plní defenzivní funkci a hraje na pozici nahrávače, kde udává tempo a ráz hry.
Je čtyřnásobným mistrem České republiky v nohejbale. První titul z republikového šampionátu získal (společně s Vladimírem Babkou a Richardem Makarou) na mistrovství ČR trojic v roce 2006 v Ostravě. Titul v soutěži trojic pak získal ještě dvakrát, a to v roce 2010 v Karlových Varech a 2013 v Čelákovicích. V roce 2012 potvrdil svou nohejbalovou univerzálnost a přidal do své sbírky i nohejbalový titul z MČR dvojic v Modřicích.
Jeho největší úspěchy jsou spojeny s nohejbalovým klubem SK Šacung Benešov 1947, v jehož barvách nastupoval v nejvyšší mužské nohejbalové soutěži od roku 2000 až do roku 2016. V roce 2005 působil ve funkci kapitána družstva. V roce 2010 pomohl klubu vyhrát premiérový extraligový titul, o jehož zisk se družstvo neúspěšně pokoušelo předchozích 55 let. Od roku 2012 nenastupuje v nejvyšší soutěži pravidelně, ale spíše vypomáhá v kritických situacích. Svůj poslední extraligový zápas odehrál v roce 2016 proti SKN Žatec.
V roce 2010 se zúčastnil soustředění nohejbalového reprezentačního týmu. Do užšího výběru reprezentace se však nakonec nekvalifikoval.
V roce 2015 zkompletoval svou sbírku titulů z tzv. Svaté trojice mezinárodních turnajů v ČR (Poslední smeč, Šacung Cup, Austin Cup). Jako první vyhrál v roce 2002 letní turnaj Šacung Cup (společně s Richardem Makarou a Davidem Perutkou). Tento úspěch v následujících letech zopakoval ještě šestkrát a stal se tak se svými sedmi triumfy druhým nejúspěšnějším hráčem v historii tohoto turnaje (za Jiřím Šmejkalem). V roce 2015 potvrdil své kvality, když byl na Šacung Cupu zvolen do turnajového All Stars Teamu (spolu s Jiřím Doubravou a Janem Chalupou). V roce 2011 dosáhl dalšího úspěchu, když zvítězil na vsetínském Austin Cupu (společně s Jiřím Doubravou a Jiřím Holubem) a byl odborníky vyhlášen nejlepším hráčem turnaje. V roce 2015 zvítězil na pražské Poslední smeči (spolu s Jiřím Doubravou a Václavem Kadeřábkem) a získal tak poslední chybějící titul ze třech nejprestižnějších mezinárodních nohejbalových turnajů v ČR.
Přestože je znám především díky svým četným nohejbalovým úspěchům, byl během své kariéry aktivní také v dalších funkcích úzce spjatých se sportovním odvětvím. Působil v pořadatelské agentuře ITD Sport, která také stála za několika pohárovými nohejbalovými turnaji ITD Cup Benešov. Dlouhá léta rovněž zastával funkci tajemníka Tělovýchovné jednoty Pankrác, která pořádá Poslední smeč, jeden z nejvýznamnějších nohejbalových turnajů.

## Hráčské působení
- 2000  TJ DP Šacung
- 2001  TJ DP Šacung
- 2002  TJ DP Šacung
- 2003  TJ DP Šacung
- 2004  SK Šacung 1947
- 2005  SK Šacung 1947
- 2006  SK Šacung 1947
- 2007  SK Šacung 1947
- 2008  SK Šacung VHS Benešov 1947
- 2009  SK Šacung VHS Benešov 1947
- 2010  SK Šacung VHS Benešov 1947
- 2011  SK Šacung VHS Benešov 1947
- 2012  SK Šacung ČNES Benešov 1947
- 2013  SK Šacung ČNES Benešov 1947
- 2014  SK Šacung ČNES Benešov 1947
- 2015  SK Šacung ČNES Benešov 1947
- 2016  SK Šacung Benešov 1947

## Největší úspěchy

### Mezinárodní turnaje v ČR

#### Poslední smeč
| Rok  | Umístění | Sestava                                               |
| ---- | -------- | ----------------------------------------------------- |
| 2011 | 3. místo | Jiří Doubrava, Jiří Holub, Petr Stejskal, Kamil Kanda |
| 2012 | 3. místo | Jiří Doubrava, Jiří Holub, Petr Stejskal              |
| 2013 | 2. místo | Jiří Doubrava, Jiří Holub, Petr Stejskal              |
| 2015 | 1. místo | Jiří Doubrava, Václav Kadeřábek, Petr Stejskal        |
| 2016 | 1. místo | Jiří Doubrava, Václav Kadeřábek, Petr Stejskal        |
| 2018 | 2. místo | Jiří Doubrava, František Kalas, Petr Stejskal         |
| 2019 | 3. místo | Jiří Doubrava, Josef Řehák, Petr Stejskal             |

#### Šacung Cup
| Rok  | Umístění | Sestava                                                  |
| ---- | -------- | -------------------------------------------------------- |
| 2002 | 1. místo | Richard Makara, David Perutka, Petr Stejskal             |
| 2003 | 3. místo | Richard Makara, David Perutka, Petr Stejskal             |
| 2006 | 3. místo | Jiří Dvořák, Richard Makara, Petr Stejskal               |
| 2007 | 3. místo | Martin Březina, Richard Makara, Petr Stejskal            |
| 2008 | 1. místo | Libor Chytra, Richard Makara, Petr Stejskal              |
| 2009 | 2. místo | Libor Chytra, Richard Makara, Petr Stejskal, Josef Řehák |
| 2011 | 1. místo | Jiří Doubrava, Jiří Holub, Petr Stejskal                 |
| 2013 | 1. místo | Jiří Doubrava, Jiří Holub, Petr Stejskal                 |
| 2015 | 1. místo | Jiří Doubrava, Václav Kadeřábek, Petr Stejskal           |
| 2016 | 1. místo | Jiří Doubrava, Václav Kadeřábek, Petr Stejskal           |
| 2018 | 1. místo | Jiří Doubrava, Jakub Mrákava, Petr Stejskal              |
| 2020 | 3. místo | Jiří Doubrava, Pavel Ježdík, Petr Stejskal               |

#### Austin Cup
| Rok  | Umístění | Sestava                                  |
| ---- | -------- | ---------------------------------------- |
| 2011 | 1. místo | Jiří Doubrava, Jiří Holub, Petr Stejskal |
| 2012 | 2. místo | Jiří Doubrava, Jiří Holub, Petr Stejskal |

### Mistrovství České republiky
| Rok  | Místo konání | Disciplína | Umístění | Sestava                                                  |
| ---- | ------------ | ---------- | -------- | -------------------------------------------------------- |
| 2006 | Ostrava      | trojice    | 1. místo | Vladimír Babka, Richard Makara, Petr Stejskal            |
| 2007 | Litomyšl     | dvojice    | 4. místo | Martin Březina, Petr Stejskal, Václav Kadeřábek          |
| 2008 | Karlovy Vary | trojice    | 3. místo | Jiří Doubrava, Jiří Holub, Petr Stejskal                 |
| 2009 | Nymburk      | trojice    | 3. místo | Jiří Doubrava, Jiří Holub, Petr Stejskal, Libor Šimánek  |
| 2010 | Karlovy Vary | trojice    | 1. místo | Jiří Doubrava, Jiří Holub, Petr Stejskal, Lukáš Klika    |
| 2012 | Modřice      | dvojice    | 1. místo | Jiří Doubrava, Jiří Holub, Petr Stejskal                 |
| 2013 | Čelákovice   | trojice    | 1. místo | Jiří Doubrava, Jiří Holub, Petr Stejskal, Richard Makara |

### Ligové soutěže
| Rok  | Soutěž         | Umístění | Družstvo                    |
| ---- | -------------- | -------- | --------------------------- |
| 2005 | Extraliga mužů | 3. místo | SK Šacung 1947              |
| 2006 | Extraliga mužů | 2. místo | SK Šacung 1947              |
| 2007 | Extraliga mužů | 3. místo | SK Šacung 1947              |
| 2008 | Extraliga mužů | 2. místo | SK Šacung VHS Benešov 1947  |
| 2009 | Extraliga mužů | 3. místo | SK Šacung VHS Benešov 1947  |
| 2010 | Extraliga mužů | 1. místo | SK Šacung VHS Benešov 1947  |
| 2011 | Extraliga mužů | 4. místo | SK Šacung VHS Benešov 1947  |
| 2012 | Extraliga mužů | 3. místo | SK Šacung ČNES Benešov 1947 |
| 2013 | Extraliga mužů | 2. místo | SK Šacung ČNES Benešov 1947 |

### Pohárové soutěže

#### Pohár Českého nohejbalového svazu
| Rok  | Umístění | Družstvo       |
| ---- | -------- | -------------- |
| 2003 | 3. místo | TJ DP Šacung   |
| 2004 | 2. místo | SK Šacung 1947 |
| 2007 | 3. místo | SK Šacung 1947 |

#### Evropský pohár
| Rok  | Umístění | Družstvo                   |
| ---- | -------- | -------------------------- |
| 2008 | 3. místo | SK Šacung VHS Benešov 1947 |
| 2011 | 1. místo | SK Šacung VHS Benešov 1947 |

#### Turnaje zařazené do pohárových seriálů
| Rok  | Název turnaje         | Disciplína | Umístění | Sestava                                                     |
| ---- | --------------------- | ---------- | -------- | ----------------------------------------------------------- |
| 2006 | ITD Cup Benešov       | trojice    | 3. místo | Martin Březina, Martin Spilka, Petr Stejskal, Pavol Zvonček |
| 2008 | Pohár města Litomyšle | trojice    | 4. místo | Jiří Doubrava, Josef Řehák, Petr Stejskal                   |
| 2011 | Honemsem Přerov       | trojice    | 3. místo | David Ešner, Petr Stejskal, Ladislav Štěpař, Lukáš Flaks    |